# Elegi (poesi)
Elegi kommer från grekiskans ἐλεγεία (elegeia) som betyder "klagan". Inom poesin och musiken brukar elegi förknippas med ett melankoliskt och vemodigt sörjande. 

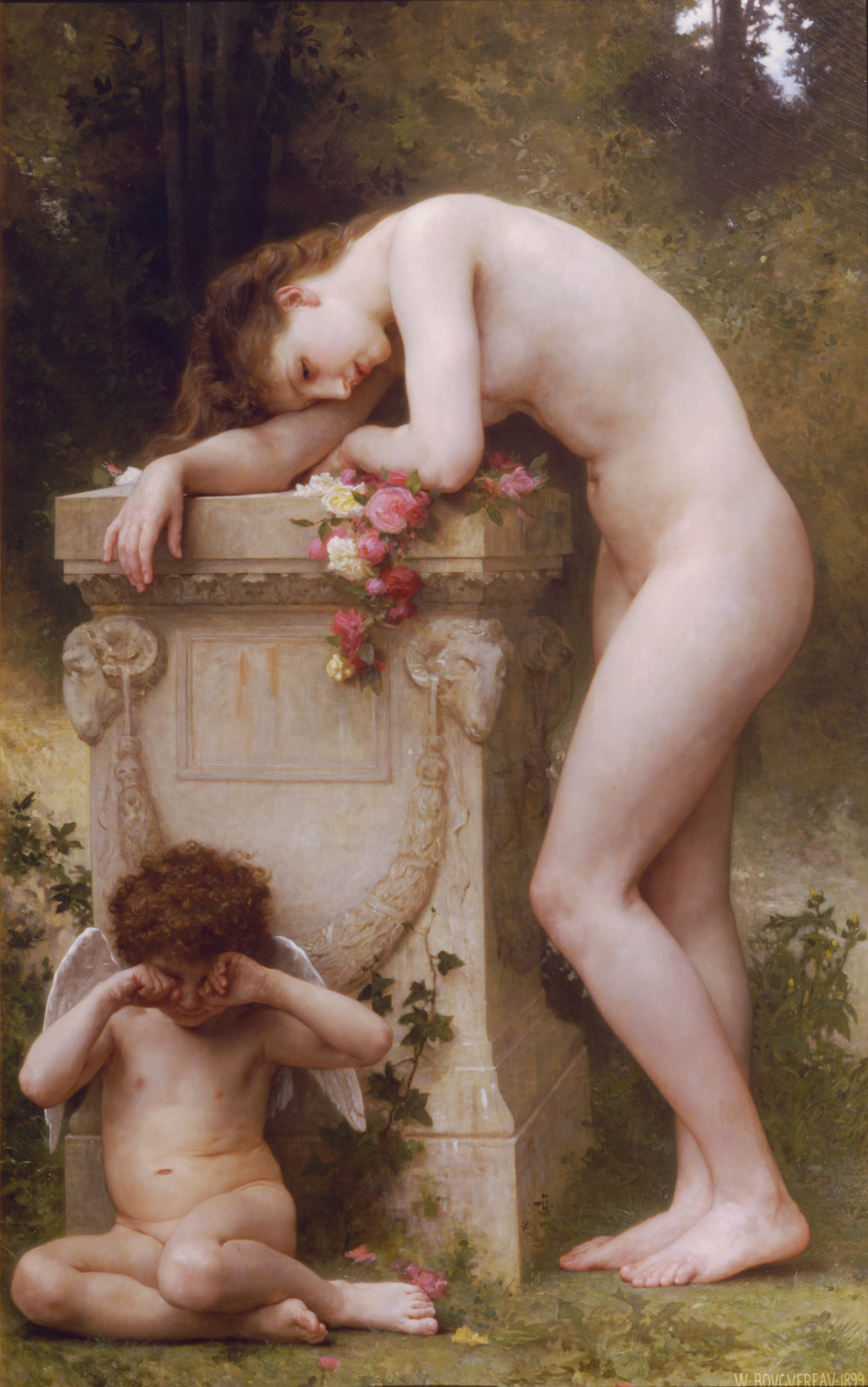
William Bouguereau: Douleur d'amour ("Kärlekssorg", 1899), en målning som kan sägas gestalta elegins väsen.

## Elegin genom olika epoker

### Antiken
I såväl Grekland som Rom, i det som i västerlandet kallas antikens litteratur, kunde allt som var skrivet på versmåttet distikon kallas elegi, vare sig det handlade om död eller kärlek eller krig. Åminnelser och epitafier hörde hit, men även erotik och mytologi. Av greker och romare kunde versmåttet också användas i kvicka, humoristiska och satiriska avseenden, i det vi kallar epigram. Bland forngrekiska elegiker återfinns Archilochos, Tyrtaios, Kallinos, Mimnermos, Kallimachos, Solon och Filetas. Deras traditionella elegi speglade tre stadier av förlust. Först en klagan där sorg och bedrövelse uttrycktes, därefter lovord över och beundran för den idealiserade döde och slutligen tröst och lindring. Flera sekler senare utvecklade romerska poeter som Tibullus, Propertius och Ovidius en elegisk form där erotiken blev det centrala ämnet.

### Renässansen
Clément Marot introducerade den romerska elegins tematik i Frankrike 1534, men versmåttets daktyler och trokéer ersattes av rimmade, tiostaviga och jambiska verspar som av tradition passade franskans prosodi bättre. Den ovanliga Louise Labé hörde till dem som gjorde bruk av denna versform i sina kärlekselegier. Den unge engelsmannen John Donnes renässanselegier från den elisabetanska erans 1590-tal cirkulerade som handskrifter under hans livstid och utgavs postumt 40 år efter deras tillkomst. De påminner formellt om den franska elegin, och är förmodligen direkt inspirerade av den, för Donnes elegier är inte heller skrivna på distikon utan även de på en parvis rimmad, femfotad jambisk vers som passade engelskan bättre. Hans ämnesval är dock något mer hedonistiskt inriktat på erotik i de förkristna romarnas efterföljd.

### Klassicismen och romantiken
Under klassicismen renodlade ofta västerländska diktare ursprungliga, förkristna former. Elegiskt distikon återfinns så sent som på 1790-talet hos Goethe i hans klassicistiska Romerska elegier (1795), vilka också innehållsligt är trogna antikens romerska poeter. Under den tidiga romantiken gjorde Hölderlin bruk av versmåttet inte långt efter Goethe i åtta långa elegier från runt sekelskiftet 17/1800, mot bakgrund av en känd och tragisk kärleksupplevelse, i en upphöjd, forngrekisk efterföljd, utan erotik. På svenska prövade Stagnelius flera olika versmått för sina elegier, bland annat en från 1820 på blankvers, men de allra flesta, ett 20-tal, är författade på en klanderfri, klassisk meter. Erotik i romersk mening förekommer inte, men ofta åtrå och "kärlek". I fragmentet Resa, Amanda, jag skall är temat en kombination av kärlek och död och det är originellt nog den döende själv som har ordet och sörjer förlusten av sin kärlek. En engelskspråkig poet som Shelley använde i likhet med landsmannen Donne ett annat versmått än det klassiska, nämligen ett på sin tid nymodigt, äldre, engelskt versmått från 1590-talet, en så kallad spenserian stanza eller spenserstrof, när han 1821 skrev sin långa, elegiska Adonais vid sin samtida kollega John Keats död.

### 1900-talet

#### Traditionalism
Tomas Tranströmer gjorde bruk av blankvers i sin metaforiskt associationsrika och ändå så strama och allmänt hållna Elegi från 1954, i ett debutverk som präglades av det tydliga försöket att förena ett modernistiskt bildspråk med olika traditionella versformer. Hans Elegi är däremot personligt uppbyggd för övrigt. Den har fyra symmetriska delar. Dessa delar består av fem fyrradiga strofer, men varje del avslutas med en ensam, asymmetriskt och metriskt kortare versrad. Innehållsmässigt är dikten delvis ägnad Bockstensmannen, men blir huvudsakligen till kontemplationer över företeelser som Döden och Tiden, det bevarade men glömda, det länge omedvetet fördolda som uppdagas och börjar leva igen, enskild och kollektiv skuld, tradition kontra modernitet. Den fjärde och sista delen mynnar ut i musikens transcenderande förmåga till tröst och lindring. 
Den unge, ryske samizdatpoeten Joseph Brodsky hade läst ytterst lite av John Donne, när han komponerade sin 208 rader långa, stämningsfulla Элегия Джону Донну ("Elegi till John Donne", 1963). Innehållsmässigt anknyter den inte alls till den förkristna, romerska elegin på samma sätt som den unge John Donne, däremot är den formellt utförd efter den franska renässanselegins modell i likhet med Donne. Den har en jambisk pentameter, liksom rim även om rimschemat är ett annat, nämligen a-b-a-b-c-d-c-d- och så vidare, där raderna rimmar omvartannat men aldrig mer än två gånger. I diktens engelska översättningar har rytmen för övrigt bibehållits men inte rimschemat, eller några rim alls, vilket blivit blankvers. I den svenska översättningen av John Donne – en elegi bekymrade sig Werner Aspenström varken om meter eller rim. Den tekniskt briljante brittisk-amerikanske poeten W.H. Auden berömde upphovsmannen Brodsky för hans utmärkta hantverk, vilket han också ansåg innefattade förmågan att med ypperlig konstfullhet upprepa ordet sover över femtio gånger utan att detta ledde till irritation eller en känsla av tillgjordhet.

#### Modernism
När Rilke åren 1912-1922 inspirerades till sina tio Duinoelegier använde han blankvers i ett par av dem, men mestadels en pentameter liknande den klassiska, liksom fri vers. Artur Lundkvist gjorde också bruk av fri vers när han med ord sörjde sin vän och kollega Pablo Neruda efter dennes död i september 1973. I det omfångsrika eposet Canto General (1938-1950), om hela Sydamerikas historia, återfinns för övrigt en modernistisk Elegi av Pablo Neruda själv. Den bär på en smärtsam sorg efter hela Inkarikets nederlag mot de spanska conquistadorerna.

## Exempel

### Kallimachos
Tidigt i gryende dag Melanippos till bålet vi förde;

nu vid den sjunkande sol sjunker för egen hand

systern Basilo till skuggorna ned i förtvivlande smärta.

Icke en mörkare dag såg Aristippos' hus.

Tystnad den glada boning; tyst är omkring - den vida

staden höll in sitt sorl, häpen i mörknande kvälln.

### Stagnelius
Resa, Amanda, jag skall till aldrig skådade länder,

dödens omätliga hem: icke du följer mig dit.

Ej vid dess kopparport jag din hand skall trycka till avsked,

över dess mörka älv lyser ditt öga ej mig.

O huru lätt att dö för ett hjärta, som älskar och älskas!

Aldrig för svepning och grav bävade kärleken än.

### Kända elegier
| - Elegiæ: dikter till Delia och Nemesis av Tibullus - Elegier av Sextus Propertius (omk. år 30-16 f. Kr.) - Amores av Ovidius (omk. 20 f. Kr.) - Élégies av Clément Marot (1534) - Élégies av Louise Labé (1555) - The complaynt of Phylomene av George Gascoigne (1575) - Elegies av John Donne (omk. 1593-8) Online. (engelska) - Parfymen, Till hans älskarinna när hon går till sängs, Kärlekens krig. - Elegy Written in a Country Churchyard av Thomas Gray (1751) Online. (engelska) - Romerska elegier av Johann Wolfgang von Goethe (Delvis publicerade första gången 1795) Online, en fullständig version av den ursprungliga ordningsföljden från 1790 (tyska) - Elegien av Friedrich Hölderlin (1799-1801) Online (tyska) - Natten, Menons klagan över Diotima. - Elegier av Erik Johan Stagnelius (1812-1820). - Adonais: An Elegy on the Death of John Keats av Percy Bysshe Shelley (1821) Text online poetryfoundation.org Reciterad av Charles Bryant youtube.com (engelska) - Adonais i en ofullständig svensk tolkning av Gunnar Harding. - Pensée de Byron av Gérard de Nerval (1834) Online (franska) | - When Lilacs Last in the Dooryard Bloom'd av Walt Whitman (1865) Online (engelska) - Elegier av Vilhelm Ekelund (1903) - Duineser Elegien av Rainer Maria Rilke (1923) - In Memory of W. B. Yeats av W.H. Auden (1939) Online (engelska) - Dödsfuga av Paul Celan (1944-45) Att läsa och höra poeten recitera lyrikline.org (tyska) (svenska) - Elegi av Pablo Neruda i Canto General (1950) - Elegi över en förlorad sommar av Paul Andersson (1953) - 9 elegier av Elsa Grave (1953) - Elegi av Tomas Tranströmer i debutverket 17 dikter (1954) - En Mölna-elegi av Gunnar Ekelöf (1960) - Elegi för Abu Nuwas av Adonis (1961) - Элегия Джону Донну ["Elegi till John Donne"] av Joseph Brodsky (1963) Joseph Brodskys egen recitation av dikten (ryska) - Buckower Elegien av Bertolt Brecht (1964) - Elegi för Pablo Neruda av Artur Lundkvist (1975) - De stora elegierna av Léopold Sédar Senghor (1978) - Tio elegier av Lars Gustafsson (1990) |